# Șuncuiuș
Șuncuiuș est une commune roumaine du județ de Bihor, en Transylvanie, dans la région historique de la Crișana et dans la région de développement Nord-Ouest.

## Géographie
La commune de Șuncuiuș est située dans l'est du județ, sur le cours supérieur du Crișul Repede, dans les Monts Pădurea Craiului, à 22 km au sud-est d'Aleșd et à 61 km à l'est d'Oradea, le chef-lieu du județ.
La municipalité est composée des quatre villages suivants, nom hongrois, (population en 2002) :
- Bălnaca, Körösbánlaka (1 002) ;
- Bălnaca Groși, Körösbánlakai erdö (168) ;
- Șuncuiuș, Vársonkolyos (1 831), siège de la commune ;
- Zece Hotare, Rév tizfalu (498).

## Histoire
La commune, qui appartenait au royaume de Hongrie, en a donc suivi l'histoire.
Après le compromis de 1867 entre Autrichiens et Hongrois de l'empire d'Autriche, la principauté de Transylvanie disparaît et, en 1876, le royaume de Hongrie est partagé en comitats. Șuncuiuș intègre le comitat de Bihar (Bihar vármegye).
À la fin de la Première Guerre mondiale, l'Empire austro-hongrois disparaît et la commune rejoint la Grande Roumanie au traité de Trianon.
En 1940, à la suite du deuxième arbitrage de Vienne, elle est annexée par la Hongrie jusqu'en 1944. Elle réintègre la Roumanie après la Seconde Guerre mondiale au traité de Paris en 1947.

## Politique
| Période                                  | Période  | Identité   | Étiquette | Qualité |
| ---------------------------------------- | -------- | ---------- | --------- | ------- |
| Les données manquantes sont à compléter. |          |            |           |         |
| 2004                                     | En cours | Doru Gabor | PNL       |         |

| Parti | Parti                                      | Sièges |
| ----- | ------------------------------------------ | ------ |
|       | Parti national libéral (PNL)               | 8      |
|       | Parti social-démocrate (PSD)               | 3      |
|       | Alliance des libéraux et démocrates (ALDE) | 1      |
|       | Union démocrate magyare de Roumanie (UDMR) | 1      |

## Religions
En 2002, la composition religieuse de la commune était la suivante :
- Chrétiens orthodoxes, 80,30 % ;
- Pentecôtistes, 12,91 % ;
- Baptistes, 3,77 % ;
- Réformés, 1,71 % ;
- Catholiques romains, 0,74 %.

## Démographie
En 1910, à l'époque austro-hongroise, la commune comptait 2 627 Roumains (98,39 %) et 34 Hongrois (1,27 %).
En 1930, on dénombrait 3 496 Roumains (98,04 %), 25 Hongrois (0,70 %), 24 Juifs (0,67 %) et 17 Roms (0,48 %).
En 1956, après la Seconde Guerre mondiale, 3 632 Roumains (98,24 %) côtoyaient 55 Hongrois (1,49 %).
En 2002, la commune comptait 3 206 Roumains (91,62 %), 103 Hongrois (2,94 %), 179 Roms (5,11 %) et 8 Lipovènes (0,22 %). On comptait à cette date 1 309 ménages et 1 628 logements.
| 1880  | 1890  | 1900  | 1910  | 1920  | 1930  | 1941  | 1956  | 1966  |
| ----- | ----- | ----- | ----- | ----- | ----- | ----- | ----- | ----- |
| 2 014 | 2 000 | 2 461 | 2 670 | 3 249 | 3 566 | 3 812 | 3 697 | 4 583 |

| 1977  | 1992  | 2002  | 2007  | - | - | - | - | - |
| ----- | ----- | ----- | ----- | - | - | - | - | - |
| 4 359 | 4 071 | 3 499 | 3 370 | - | - | - | - | - |

## Économie
L'économie de la commune repose sur l'agriculture, l'exploitation de carrières et le tourisme.

## Communications

### Routes
Șuncuiuș est située sur la route régionale DJ108 qui rejoint à l'est Bălnaca et Bratca et Vadu Crișului et la nationale DN1 Oradea-Cluj-Napoca à l'ouest.

### Voies ferrées
Șuncuiuș est traversée par la ligne Oradea-Bucarest des Chemins de fer roumains.

## Lieux et monuments

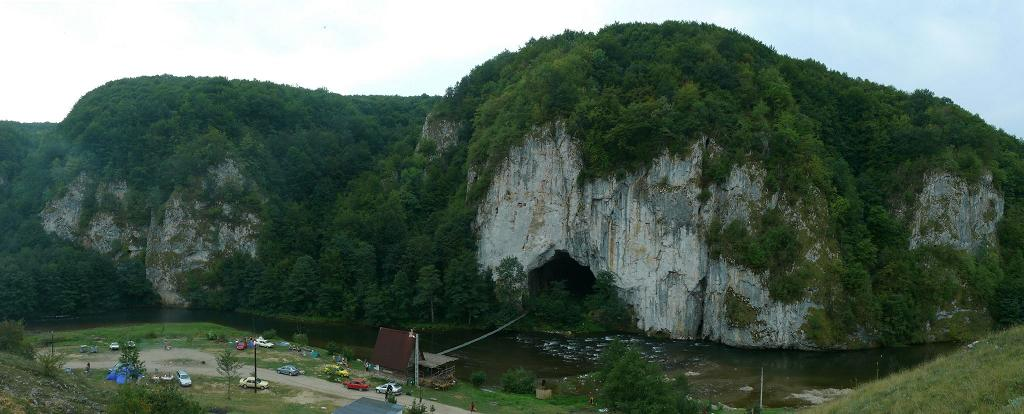
Vallée du Crișul Repede et entrée de la grotte Unguru Mare

- Șuncuiuș, église orthodoxe datant de 1908[6] ;
- Vallée et défilé du Crișul Repede ;
- Grottes (Peștera) de Vântului (la plus grande Roumanie, 47 km de long), d'Unguru Mare, de Bătrânului
- Gorges de la rivière Mișid.